# Soufiane Rahimi
Soufiane Rahimi (em árabe: سفيان رحيمي; Casablanca, 2 de junho de 1996) é um futebolista marroquino que atua como atacante. Atualmente, joga pelo Al Ain.

## Carreira nos clubes
Rahimi marcou um total de quatro gols pelo Raja CA na campanha da Copa das Confederações da CAF de 2018, incluindo dois gols na final contra o AS Vita Club em Casablanca. Isso permitiu que eles se classificassem e jogassem a Supercopa da CAF de 2019 contra o Espérance Sportive de Tunis ; que acabou vencendo após uma vitória por 2 a 1.
Ele foi um dos jogadores de melhor desempenho em suas duas últimas temporadas em Botola, tornando-se uma das principais escolhas do técnico da seleção marroquina para se juntar ao time local. Ele tem sido intimamente ligado a uma mudança para a Europa e declarou sua ambição de ingressar na Série A em coletivas de imprensa.
Em 21 de agosto de 2021, ele jogou sua última partida com o Raja CA na final da Copa dos Campeões dos Clubes Árabes de 2020, derrotando o Al-Ittihad nos pênaltis; antes de se transferir para o clube dos Emirados, Al Ain. Em 17 de setembro, Rahimi marcou seu primeiro gol pelo clube na vitória por 4 a 1 contra o Al-Ittihad Kalba. Em 12 de novembro de 2022, Rahimi marcou dois gols contra o Sharjah. Em 7 de novembro de 2023, Rahmi marcou na vitória por 3 a 2 contra o Al Fayha na Liga dos Campeões da AFC de 2023–24 para qualificar seu time para as fases eliminatórias. Nas oitavas de final, Rahimi marcou o gol da vitória contra o Nasaf para qualificar o time para as quartas de final. Rahimi marcou o gol da vitória na vitória por 1 a 0 contra o Al Nassr na primeira mão das quartas de final e dois gols na segunda mão. Em 15 de março de 2023, Rahimi marcou seu primeiro hat-trick pelo clube na vitória por 4 a 0 contra o Ajman. Na primeira mão da semifinal da Liga dos Campeões da AFC de 2023–24, Rahimi marcou um hat-trick na vitória por 4 a 2 contra o Al Hilal SFC, encerrando a sequência de 34 vitórias do Al Hilal. Na final da Liga dos Campeões da AFC de 2024, o Al Ain venceu por 6 a 3 no total contra o Yokohama F. Marinos, com Rahimi marcando dois gols na segunda mão e ganhando os prêmios de Jogador Mais Valioso e Artilheiro.
Em 24 de outubro de 2024, Rahimi, juntamente com seu companheiro de equipe internacional Achraf Hakimi, foram nomeados para o prêmio de Futebolista Africano do Ano de 2024.

## Carreira internacional
Em 2018, Rahimi foi convocado para a seleção marroquina A por Jamal Sellami. Rahimi representou Marrocos no Campeonato das Nações Africanas de 2020. Ele marcou dois gols em seu terceiro jogo da fase de grupos contra Uganda. Ele marcou nas quartas de final em uma vitória por 3 a 1 contra a Zâmbia. Marrocos venceu um surpreendente 4 a 0 nas semifinais contra Camarões. Com esta atuação, Rahimi conseguiu marcar um total de cinco gols, ajudando assim seu país a conquistar o título e se tornando o primeiro e único país a vencer o Campeonato consecutivamente. Ele foi premiado como artilheiro e melhor jogador do torneio.
Mais de dois anos após suas últimas aparições pela seleção nacional, Rahimi foi incluído no elenco do Marrocos para os amistosos contra Angola e Mauritânia em março de 2024. Ele saiu do banco contra Angola e ajudou a criar o gol contra de David Carmo. Marrocos venceu por 1–0.
Rahimi foi selecionado para a seleção do Marrocos para competir no futebol masculino nas Olimpíadas de Verão de 2024. Na partida de abertura da fase de grupos, Rahimi marcou dois gols na vitória por 2 a 1 contra a Argentina. Ele então marcou um gol na derrota por 2 a 1 contra a Ucrânia e um gol na vitória por 3 a 0 contra o Iraque, superando Ahmed Faras e se tornando o maior artilheiro marroquino nas Olimpíadas de Verão com quatro gols. Rahimi terminou as Olimpíadas marcando um total de 8 gols em 6 aparições, tornando-se o primeiro jogador a marcar em todos os 6 jogos de uma única edição olímpica.

## Títulos
Raja Casablanca
- Campeonato Marroquino: 2019–20
- Copa das Confederações da CAF: 2018, 2020–21
- Supercopa da CAF: 2019
- Liga dos Campeões Árabes: 2019–20

Al Ain
- Campeonato Emiradense: 2021–22
- Etisalat Emirates Cup: 2021–22
- Liga dos Campeões da AFC: 2023–24

Marrocos
- Campeonato das Nações Africanas: 2020

Marrocos sub-23
- Jogos Olímpicos: 2024 (medalha de bronze)

### Artilharias
- Copa Intercontinental da FIFA de 2024: 2 gols
- Copa África-Ásia-Pacífico da FIFA de 2024: 2 gols